# Dinah Faust
Pour les articles homonymes, voir Faust (homonymie).
Dinah Faust, née le 24 novembre 1926 à Berlin et morte le 9 juin 2023 à Strasbourg, est une comédienne et chanteuse française, vedette du cabaret bilingue Le Barabli, créé en 1946 à Strasbourg par son futur mari Germain Muller, Raymond Vogel et Mario Hirlé.

## Biographie

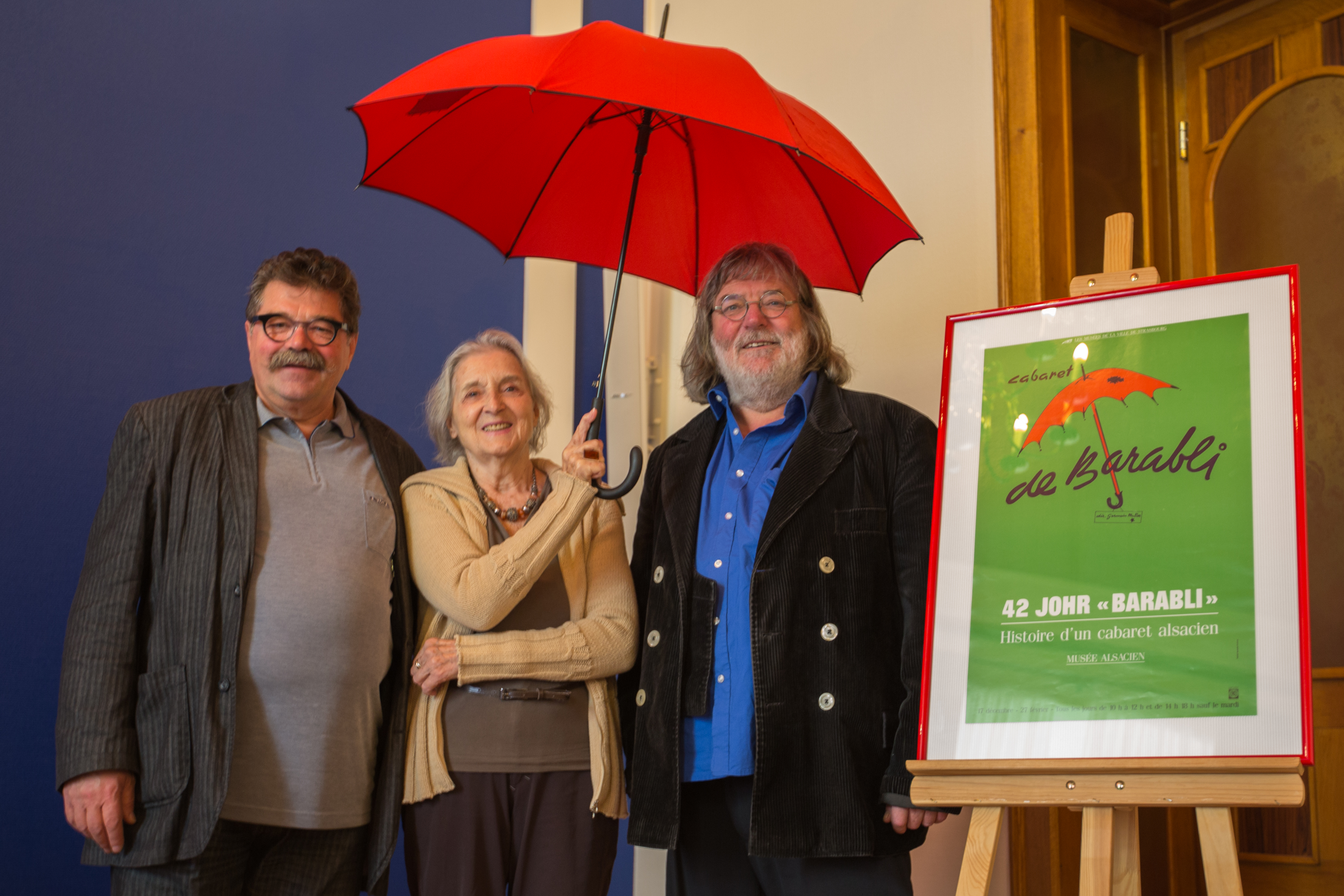
Jean-Pierre Schlagg, Dinah Faust et Roger Siffer à la présentation à la presse de l’Année Germain Muller à Strasbourg le 20 septembre 2013.

Dinah Faust naît à Berlin en 1926. Elle est la fille de Céleste Faust, originaire de Soultzmatt (Haut-Rhin) et de Johanna Heinrichs native de Berlin en Allemagne. À partir de 1928, la famille s'installe à Schiltigheim avant de partir à Paris jusqu'en 1940.
À la télévision, elle apparaît notamment dans les feuilletons Le Pèlerinage (1975) et Les Alsaciens ou les Deux Mathilde (1996).
En 2004, Dinah Faust publie ses mémoires sous le titre Une femme tout simplement.

### Mort
Dinah Faust meurt le 9 juin 2023 à Strasbourg, à l'âge de 96 ans. Elle est incinérée, et ses cendres sont déposées dans la caveau familial au cimetière de Cronenbourg.

## Filmographie
- Eine Räubergeschichte, Waldemar Kuri, Prod. Sudwestfunk, 1975, 50 min[3]
- Tatort: Tod eines Einbrecher, Prod. Sudwestfunk, 1975, 90 min.
- Le Pèlerinage, ORTF, 1975, 13 min.
- Maître Daniel Rock, France 3 Alsace, 1981, 55 min.
- Le 28 mars, 20 heures, France 3 Alsace, 1981, 55 min.
- Zirkuskinder, Bruno Voges, 1985, 80 min.
- Das Turm-Engele, Bruno Voges, 1986, 89 min.
- Carmilla : Le cœur petrifié, Paul Planchon, 1986.
- Germain Muller, Enfin, redde m'r nimm devun, Alfred Elter, VHS, France 3 Alsace, 1990.
- Les Alsaciens ou les Deux Mathilde, 1996, 90 min.
- Le silence du cœur, Pierre Aknin, 1994, 105 min.
- Germain Muller, Mario Hirlé, S'Beschte vum Barabli, Alfred Elter, 2 VHS, France 3 Alsace, 1994, 53 min et 68 min.
- L'inconnu de Strasbourg, Valeria Sarmiento, 1998, 100 min.
- Crépuscule, Laurence Gall, 2000, 12 min.
- Face à la nuit, Paviel Raymont, 2010.

## Décoration
- Officier de l'ordre des Arts et des Lettres (2007)[4]

## Distinction
- Citoyenne d’honneur des communes  de Soultzmatt et Schiltigheim

## Hommage
- Une résidence seniors portant son nom a ouvert en 2016 à proximité de Strasbourg.

## Publication
- Mario Hirlé, Dinah Faust (et al.), Le Barabli : histoire d’un cabaret bilingue, 1946-1992, Mario Hirlé, Strasbourg, 2007, 234 p.  (ISBN 978-2-914729-64-2)